# HMAS Narani
HMAS Narani (FY07) – australijski trałowiec pomocniczy służący w Royal Australian Navy (RAN) w okresie II wojny światowej. Był to jeden z 35 statków cywilnych zarekwirowanych przez RAN w czasie wojny i przystosowanych do wykonywania zadań trałowców.

## Historia
Kabotażowiec Narani został zbudowany w 1914 w stoczni E. Wright w Cap Hawke na zamówienie linii Allen Taylor & Co z Sydney. Był to niewielki statek o drewnianym kadłubie o długości 45 m. W roku 1919 statek został sprzedany do North Coast Steam Navigation Company, gdzie służył do 1920. Natomiast w 1924 został zakupiony przez linie Illawarra Steam Navigation Company.
5 grudnia 1940 statek został zarekwirowany przez RAN i przystosowany do roli trałowca pomocniczego. Do służby jako HMAS Narani (FY07) wszedł 11 czerwca 1941. W czasie wojny wraz z trałowcami HMAS „Bermagui” i „Uki” stacjonował w bazie „Maitland” w Newcastle stanowiąc Group 77 Minesweeper (77 Grupa Trałowcowa).
22 sierpnia 1944 Narani został wycofany do rezerwy, a po zakończeniu wojny 10 lipca 1946 został zwrócony właścicielowi. W 1951 statek został sprzedany firmie New Guinea Borneo Mangrove Co z Port Moresby, zaś w 1954 Narani został rozebrany.